# Welcome to the Machine
"Welcome to the Machine" je druhá skladba za alba Wish You Were Here, které Pink Floyd vydali roku 1975. Je pozoruhodná především propracovanými syntezátorovými a kytarovými částmi, stejně tak i širokou a pestrou škálou páskových efektů.
Pink Floyd ve skladbě zkoumají negativitu, která směřuje k hudebnímu průmyslu a celé průmyslové společnosti.

## Sestava
Hudba a text od Rogera Waterse
- Roger Waters – baskytara, doprovodné vokály, syntezátor.
- David Gilmour – šesti a 12strunná kytara, zpěv
- Richard Wright – EMS VCS 3, ARP String Ensemble syntezátor, minimoog
- Nick Mason – tympány, činely

Nahráno od ledna do července 1975 v Abbey Road Studios, Londýn.